# Egenburg

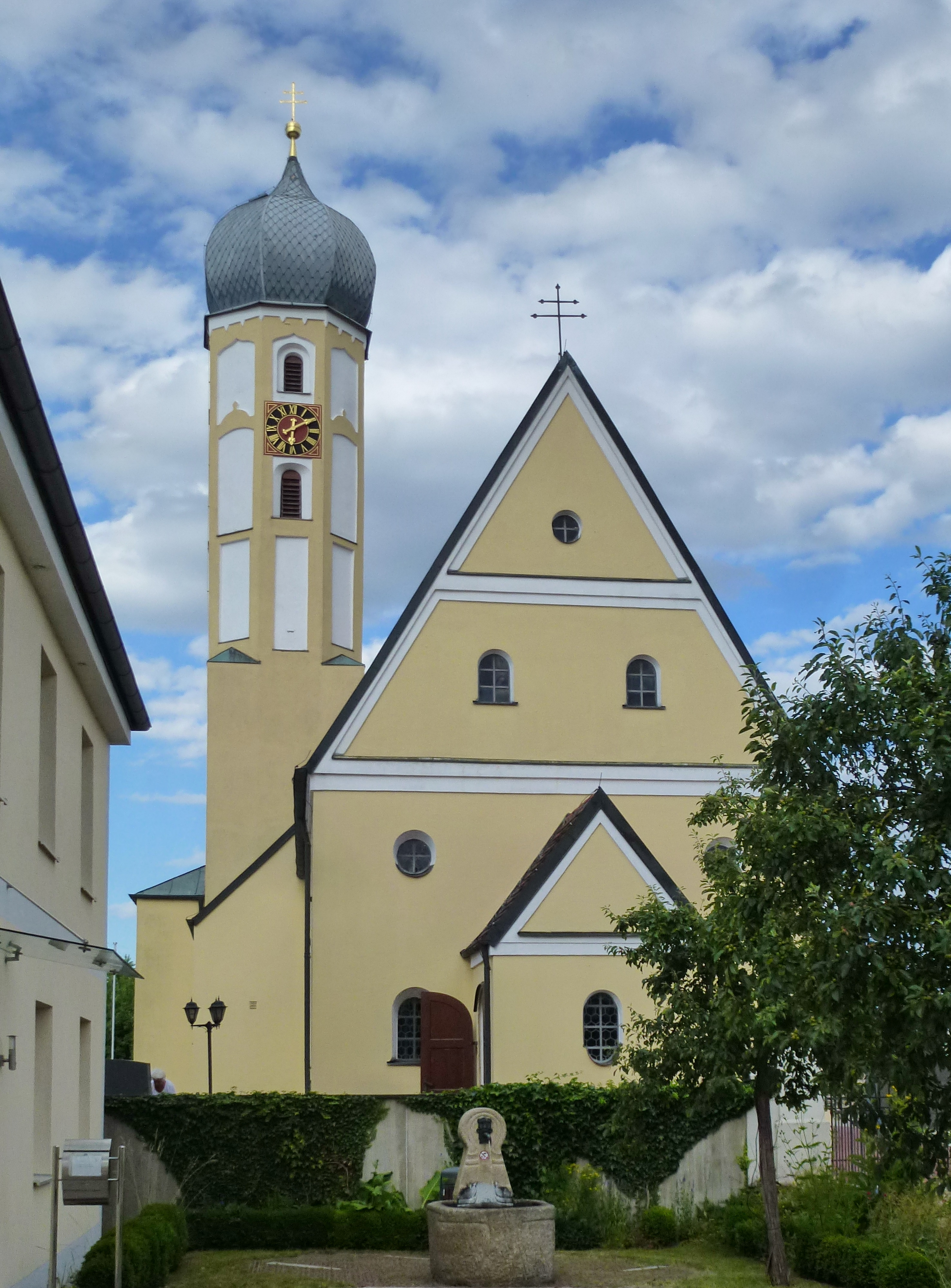
St. Stephan in Egenburg

Der Ort Egenburg ist ein Gemeindeteil der Gemeinde Pfaffenhofen an der Glonn im Landkreis Dachau.

## Geschichte
Das Kirchdorf Egenburg wurde erstmals im 11. oder 12. Jahrhundert schriftlich erwähnt. Die Pfarrei St. Stephan in Egenburg könnte schon vor 1264 bestanden haben. Schriftlich ist sie erstmals in der Konradinischen Matrikel von 1315 genannt. Damals hatte Egenburg bereits einen Friedhof. In der Sunderndorferschen Matrikel von 1524 wird Egenburg als Sitz eines Dekanats erwähnt. Obwohl bis 1973 in Schwaben gelegen, gehörte Egenburg schon immer zum Bistum Freising.
Bis zur Landkreisreform 1972 gehörte Egenburg mit Pfaffenhofen a.d. Glonn zum Regierungsbezirk Schwaben.

## Bauwerke
Die jetzige katholische Pfarrkirche St. Stephan wurde in gotischer Zeit erbaut und - nachdem sie 1704 im Spanischen Erbfolgekrieg abgebrannt war- unter Beibehaltung des Mauerwerks im gotischen Chor bis 1707 neu errichtet.